# Ашик, Виктор Владимирович
Виктор Владимирович Ашик (1905—1985) — инженер-конструктор, кораблестроитель, главный конструктор линейных кораблей проекта 24, главный инженер ЦКБ-17 (ныне ОАО «Невское проектно-конструкторское бюро»), один из первых разработчиков отечественных авианосцев, доктор технических наук, профессор, дважды лауреат Сталинской премии первой степени, заслуженный деятель науки и техники РСФСР, коллекционер, нумизмат.

## Биография
Родился в 1905 году в семье статского советника Владимира Антоновича (1843—1917) и его жены Раисы Александровны (1869—1936). Отец Виктора работал инженером путей сообщения, был историком и библиофилом, коллекционером, нумизматом, членом Императорского Русского военно-исторического общества и Общества ревнителей истории, автором «Французского-русского технического словаря…». Дед Виктора Ашик, Антон Бальтазарович (1801—1854) был надворным советником, занимался археологией, историей, являлся директором Керченского музея древностей, писателем, автором классического труда «Боспорское царство с его палеографическими и надгробными памятниками, расписными вазами, планами, картами и видами». Первые представители семьи Ашиков появились в России в начале XIX века, когда купец Балтазар Ашик с семьёй поселился в 1812 году в Одессе.
Виктор был сыном от третьего брака Владимира Антоновича. Старший брат (от более раннего брака отца) Виктора — Владимир погиб в 1914 году, средний брат Николай (1869—1936) окончил Николаевское кавалерийское училище, дослужился до звания полковника, служил при Военном министерстве, занимался инспектированием кадетских корпусов в Петербурге и Москве.

### Кораблестроитель
В 1923 году поступил на кораблестроительное отделение Петроградского политехнического института имени М. И. Калинина и параллельно работал чертёжником на Балтийском заводе. В конце 1920-х годов в институте работал студенческий научный коллектив, выпускавший журнал «Кораблестроитель», участником журнала был будущий профессор В. В. Ашик.
В 1930 году, после окончания института, продолжил работать на Балтийском заводе конструктором, затем заведующим секцией, начальником корпусного отдела. Принимал участие в проектировании и строительстве пассажирских судов типа «Грузия», линейных ледоколов типа «Иосиф Сталин», обеспечении ремонта старых ледоколов, а также в разработке проектов модернизации линкоров типа «Марат» («Петропавловск»).
С 1936 года работал в ЦКБ-4, участвовал в разработке линейного корабля проекта 23 типа «Советский Союз», был фактически заместителем главного конструктора Б. Г. Чиликина. С 1942 года являлся главным конструктором линейного корабля проекта 24, модификации линейного корабля проекта 23, в том же году ему была присуждена Сталинская премия первой степени в размере 150 тысяч рублей.
В 1943 году Ашик был назначен главным инженером ленинградского ЦКБ-17. По указанию Наркома ВМФ СССР Н. Г. Кузнецова в ЦКБ-17 под руководством В. В. Ашика велась разработка авианосцев по двум направлениям: проектировались большой авианосец с двухъярусным ангаром на 62 самолёта (проект 72) и малый, с одноярусным на 32 самолёта (проект 71). Палубный истребитель планировалось заменить корабельной модификацией известного истребителя Як-9К, ОКБ Туполева должно было разработать корабельные торпедоносцы ПТ-М71. Основным способом взлёта самолётов с авианосцев был свободный разбег по полётной палубе, использование катапульт предусматривалось лишь при максимальной взлётной массе и неблагоприятных метеоусловиях. В послевоенный период, на основании выводов комиссии Главный морской штаб при разработке предложений по перспективному плану послевоенного развития ВМФ предусматривал строительство девяти больших авианосцев по проекту разрабатываемого под руководством Ашика (шесть для Тихоокеанского и три для Северного флотов) и шести малых для Северного флота. Однако, данные авианосцы остались только в проектах и построены не были.
В конце 1947 года в ЦКБ-17 под руководством В В. Ашика были выполнены проектные разработки по размещению самолётов-снарядов на тяжёлых крейсерах проекта 82 (строящийся «Сталинград», был заложен 31 декабря 1951 года на заводе № 444 (город Николаев). 18 апреля 1953 года строительство прекращено) и проекта 83 (купленный у Германии недостроенный «Лютцов», достройка закончена не была, в 1958 году корабль был исключён из списков ВМФ), лёгком крейсере проекта 68-бис (строящийся «Свердлов»), а также на специально разработанном ракетоносце проекта Ф-25.
В 1951 году во второй раз стал лауреатом Сталинской премии.
В 1951—1955 годы Ашик одновременно с выполнением обязанностей главного инженера ЦКБ-17 являлся заместителем главного конструктора лёгкого крейсера проекта 68-бис, а в последующие годы — главным конструктором ряда проектов перевооружения этих кораблей ракетным оружием и проектов первых судов плавучего измерительного комплекса.
Постановлением правительства от 25 июля 1959 года были определены основные элементы корабля ПВО проекта 1126 и его вооружение, основой которого должен был стать зенитный ракетный комплекс большой дальности М-31.  Стандартное водоизмещение корабля ограничивалось 10000 тоннами. Скорость 33-34 узла, дальность плавания 24-узловым ходом 5000 миль. Работа была поручена ЦКБ-17. Возглавил работу вначале главный конструктор В. В. Ашик, с 1960 года его заместитель П. П. Милованов.
В 1958 году Ашик перешёл на преподавательскую работу в Ленинградский кораблестроительный институт профессором кафедры проектирования судов. Защитил докторскую диссертацию. В 1976 году ему было присвоено почётное звание «Заслуженный деятель науки и техники РСФСР».

### Коллекционер
Виктор Владимирович Ашик являлся крупнейшим в СССР коллекционером русских памятных медалей и жетонов, которых насчитывалось более 4 тысяч штук. Коллекцию начал собирать его дед, затем отец — известный русский нумизмата, автор книги «Памятники и медали в память боевых подвигов русской армии в войнах 1812—1814 годов». После смерти отца, коллекция перешла к среднему сыну Николаю, а затем к младшему сыну. Виктору Ашику досталось большая коллекция российских жетонов и медалей. Виктор Владимирович сумел вдвое увеличить численность экспонатов этой уникальнейшей коллекции. Кроме жетонов и медалей в коллекции Ашика были уникальные картины, книги, рисунки, акварели, миниатюры, старинное художественное стекло, фарфор, фаянс и так далее. Все гонорары, лауреатские премии и зарплату Ашик тратил на приобретение предметов для своей коллекции, но ходил более 40 лет в одном и том же потертом кожаном пальто. В 1980-х годах коллекция Ашиков насчитывала более 22 тысяч предметов, в том числе 14 тысяч произведений живописи, графики, нумизматики, декоративно-прикладного искусства, мебели. Ашик обладал энциклопедическими знаниями, он знал почти все европейские языки, как новейшие, так и древние.
Незадолго до смерти Виктор Владимирович озаботился о передаче экспонатов своей коллекции в музейные фонды, включая Эрмитаж. Однако смерть хранителя коллекции помешала передать ценности в полном объёме. Большая часть коллекции была приобретена Ярославским художественным музеем. С 1986 по 2000 годы состоялась передача экспонатов от родственников жены коллекционера (брата Музы Михайловны Олега Михайловича Тихомирова и его супруги Александры Сергеевны) в фонд музея.
Завещание В. В. Ашика при странных обстоятельствах было утрачено, его супруга Тихомирова Муза Михайловна пережила мужа всего на 27 дней, опись коллекции представителями органов милиции совместно с сотрудниками Петергофского музея, как утверждают знакомые коллекционера, в десятки раз занижала реальное количество экспонатов уникальной коллекции.
Скончался 3 сентября 1985 года в Ленинграде. Похоронен на Малоохтинском кладбище.

## Награды и премии
- орден Ленина
- два ордена Трудового Красного Знамени
- два ордена Отечественной войны I степени
- орден Знак Почёта[2]
- Сталинская премия первой степени (1942) — за разработку проекта боевых кораблей (модификация линейного корабля проекта 23)
- Сталинская премия первой степени (1951) — за работу в области судостроения[8].
- заслуженный деятель науки и техники РСФСР (1976)[8]

## Семья
Виктор Владимирович Ашик был женат на Музе Михайловне Тихомировой (1911—1985), которая была его помощником в сборе и описи коллекционного материала. Детей в семье не было. Племянник В. В. Ашика — Михаил Владимирович Ашик (24 июня 1925 года рождения) стал Героем Советского Союза, после окончания Великой Отечественной войны служил заместителем начальника Высшего политического училища МВД СССР.

## Публикации
Ашик являлся автором учебника «Проектирование судов», которое выдержало два издания в 1975 и 1985 годах. Создал научную школу проектирования судов, опубликовал свыше 80 научных работ. В. В. Ашик часто публиковался в журнале «Судостроение» и других научных журналах.
Учебник
- Ашик В. В. Проектирование судов. — Л.: Судостроение. - 1985. — 320 с.

Статьи
- Ашик В. В. Об одном методе проектирования строевой по шпангоутам. // Судостроение. — 1938. — № 1.
- Ашик В. В. Ещё об одном методе проектирования строевой по шпангоутам. // Судостроение. — 1938. — № 10.
- Ашик В. В. Интерполяционный способ построения теоретического чертежа. // Судостроение. — 1962. — № 2. — С. 9-11.
- Ашик В. В., Гайкович А. И., Семенов Ю. Н., Захаров А. С. Расчёт нагрузки при оптимизации элементов сухогрузных судов.// Судостроение. − 1976. — № 7. — С. 8-11.
- Ашик В. В., Гайкович А. И., Семенов Ю. Н., Захаров А. С. Определение положения центра тяжести сухогрузных судов в задачах оптимизации элементов. // Судостроение. — 1977. — № 3. — С. 5-6.
- Ашик В. В. Талантливый русский кораблестроитель (Л. М. Мациевич). // Судостроение. — 1977. — № 12.
- Ашик В. В. Мастер компасного дела. Р. М. Мельников. // Судостроение. — 1980 год. — № 1.
- Ашик В. В. Из истории развития паровых установок в военном флоте. // Судостроение. — 1980. — № 2.
- Ашик В. В. Модернизация линкоров типа «Севастополь». // Судостроение. — 1982. — № 4.